# Liste der geschützten Landschaftsbestandteile in Braunschweig
In der kreisfreien Stadt Braunschweig gibt es einen ausgewiesenen geschützten Landschaftsbestandteil.
| Kalksteinbruch Mascherode                      |  | GLB BS 00002 | Braunschweig | ⊙ |  | 23. Dez. 1997 |
| Legende für Geschützter Landschaftsbestandteil |  |              |              |   |  |               |